# Tokmak
Tokmak (ukránul: Токмак) város Ukrajna déli részén, a Zaporizzsjai területen. Területi jelentőségű város. A Tokmaki járás székhelye, de nem tartozik annak alárendeltségébe. Lakossága 2013-ban 32 975, 2018-as becslés szerint 31 319 fő volt.
A város a nevét a Tokmak folyóról kapta, amelynek mentén fekszik. A folyó neve türk eredetű.